# ブラッド・ワーク
『ブラッド・ワーク』（Blood Work）は、2002年のアメリカ合衆国のサスペンス映画。監督・主演はクリント・イーストウッド、共演はワンダ・デ・ジーザス、ジェフ・ダニエルズ、アンジェリカ・ヒューストンなど。マイクル・コナリーの『わが心臓の痛み』を原作とし、ブライアン・ヘルゲランドが脚本を担当している｡

## ストーリー
FBIの捜査官テリー・マッケイレブは、彼宛てのメッセージを現場に残す連続殺人犯を追跡していたが、心臓発作を起こして倒れてしまい、犯人を取り逃がしてしまう。マッケイレブはFBIを退職し、心臓移植手術を待つことになる。
2年後、無事に移植手術を終えて退院したマッケイレブは、港のクルーザーに生活の拠点を移して生活していた。そこにグラシエラという女性が訪れ、妹がコンビニ強盗に巻き込まれて殺された事件の捜査を依頼する。マッケイレブは依頼を断ろうとするが、自分に移植された心臓が被害者のものだったことを知り、殺人によって自分の命が生かされたことに怒りを覚え、依頼を受け入れる。マッケイレブは市警のアランゴ刑事、ウォーラー刑事に協力を求めるが十分な協力が得られなかった。犯人像をプロファイリングして連続殺人犯であると睨んだマッケイレブは図書館で類似のATM強盗殺害事件を見つけ、その事件を担当している保安官事務所のウィンストン刑事を訪れる。かつてマッケイレブの手助けで女性でありながら出世を出来たこともあるウィンストンは快く協力を申し出て、必要な捜査資料を渡す。2つの事件の凶器は同じ拳銃であることが判明した。
マッケイレブは、隣のクルーザーで暮らすバディ(本名 ジャスパー・ヌーン)を運転手にして捜査を進める(マッケイレブは心臓手術から回復途上のため運転できなかった)。捜査資料を読み込んだマッケイレブは、事件現場や凶器が盗まれた場所などとの位置関係で容疑者リストから一人の容疑者ボロトフに目をつけ、彼を問い詰めるが逃げられてしまう。また、2つの事件現場からはいずれも被害者の身につけていたものが1つずつ消えており、犯人が持ち去ったのではないかと思われた。
捜査を進めるうちに、2つの事件の被害者は同じ希少な血液型でドナー登録していたこと、二人とも犯人から脳死状態にされていたことが判明し、マッケイレブは、犯人が同一犯で、自分に心臓移植をさせるためにドナーの二人を殺したと推理した。そんな中、容疑者の一人だったボロトフが死体で発見され、近くに2事件の凶器とみられる拳銃と、2つの事件現場から消えていた遺留品が見つかったことから、ボロトフが犯人で自殺したものとアランゴ刑事らロス市警は判断して事件解決を発表するが、マッケイレブはプロファイルに合わないので疑いを持ち続ける。
コンビニ強盗発生時の防犯ビデオを見直していたマッケイレブは、事件発生時刻と911通報の順序が矛盾することに気づき、911通報した人物が犯人であると判断する。そうなるとATM強盗殺人事件の目撃者であるロックリッジも疑われるが、マッケイレブの元にアランゴ刑事、ウォーラー刑事が現れ、三件目の殺人事件が発生したことを告げる。被害者は容疑者の一人だったロックリッジで、現場には「ハッピー・バレンタイン」の文字と、2年前の連続殺人犯が残したものと同じ数字が残されていた。再び現れた犯人を捜すマッケイレブは、グラシエラの甥が数字を見て「1の数字だけない」と言ったことが頭に残り、そこから数字の意味が「1がない＝ノー・ワン(No One=Noone)」だと知り、ヌーンの元に向かう。ヌーンは犯行を認め、「昔のように自分を追い掛け回して欲しいから、二人を殺して心臓を提供した」と語り、同時にグラシエラとレイモンドを人質にしたことを告げる。
マッケイレブはヌーンを連れて、二人が監禁されている廃船に向かい二人を助け出すが、ヌーンに逃げられてしまう。マッケイレブは二人をクルーザーに乗せて逃がし、ヌーンと対決する。対決の末にヌーンを射殺したマッケイレブは、グラシエラと彼女の甥と三人で新しい人生を歩み出す。

## 登場人物
テリー・マッケイレブ
演 - クリント・イーストウッド
FBIの捜査官。ステーキが好き。心臓病を患っており、それが一因で退職した。仕事をしていたころはメディアにも有名人扱いされるほど顔が知られていた。現在はボートを楽しんでいる。
グラシエラ・リバース
演 - ワンダ・デ・ジーザス
妹を殺された過去を持つ女性。その妹が殺された事件の調査をテリーに依頼する。
ジャスパー "バディ" ヌーン
演 - ジェフ・ダニエルズ
テリーの隣の船に住む男。
ボニー・フォックス
演 - アンジェリカ・ヒューストン
医師。テリーの主治医。親切で患者でありながら無理をするテリーの身を案じている。
ジェイ・ウィンストン
演 - ティナ・リフォード
刑事。テリーとは古いなじみ。テリーには友情を感じているが警察の人間でなくなったのに強引な捜査をすることに辟易することもある。
ロナルド・アランゴ
演 - ポール・ロドリゲス
刑事。
ジョン・ウォーラー
演 - ディラン・ウォルシュ
刑事。
レイモンド・トーレス
演 - メイソン・ルセロ
グラシエラの甥。グローリアの息子。母親は既出の通りだが父親もいない。
ジェームズ・ロックリッジ
演 - リック・ホフマン
コーデル事件の第一発見者。通報したが警察や救急車の対応があまりにもおかしい事に訝しく思っている。妻を殺害され、しまいには自身も何者かに殺害される。
ミカイル・ボロトフ
演 - イゴール・ジジキン
悪党。コーデル事件の容疑者の一人。工場で働いている。
コーデル夫人
演 - アリックス・コロムゼイ
主人を亡くした女性。

## キャスト
| 役名                       | 俳優                       | 日本語吹替   | 日本語吹替   |
| 役名                       | 俳優                       | ソフト版     | テレビ東京版 |
| -------------------------- | -------------------------- | ------------ | ------------ |
| テリー・マッケイレブ       | クリント・イーストウッド   | 小林清志     | 瑳川哲朗     |
| グラシエラ・リバース       | ワンダ・デ・ジーザス       | 山像かおり   | 塩田朋子     |
| ジャスパー "バディ" ヌーン | ジェフ・ダニエルズ         | 中田雅之     | 牛山茂       |
| ボニー・フォックス医師     | アンジェリカ・ヒューストン | 弥永和子     | 駒塚由衣     |
| ジェイ・ウィンストン刑事   | ティナ・リフォード         | 野沢由香里   | 小宮和枝     |
| ロナルド・アランゴ刑事     | ポール・ロドリゲス         | 後藤哲夫     | 玄田哲章     |
| ジョン・ウォーラー刑事     | ディラン・ウォルシュ       | 木下浩之     | 内田直哉     |
| レイモンド・トーレス       | メイソン・ルセロ           | 瀧本富士子   | 矢島晶子     |
| ジェームズ・ロックリッジ   | リック・ホフマン           | 小林恭治     | 目黒光祐     |
| ミカイル・ボロトフ         | イゴール・ジジキン         | 村治学       | 佐々木誠二   |
| コーデル夫人               | アリックス・コロムゼイ     | 八十川真由野 | 佐藤しのぶ   |
| 警部                       | グレン・モーシャワー       | 諸角憲一     |              |
| リポーター                 | ビバリー・リーチ           | 村竹あおい   | 滝沢ロコ     |

- テレビ東京版：初回放送2007年10月25日『木曜洋画劇場』

## 製作
本作は、2002年春にロサンゼルスとロングビーチで、わずか38日間で撮影された。

## 原作との違い
原作の『わが心臓の痛み』(Blood Work)は、1999年度アンソニー賞、1999年度マカヴィティ賞、1999年度フランス推理小説大賞(翻訳作品部門)、2000年度ドイツ・ミステリ大賞翻訳作品部門（第3位）を受賞し、1999年度エドガー賞 長編賞にノミネートされた。
本作は、基本的にはこの原作のアイディアを踏襲しており、細かい描写(例えば主人公が警察署を訪れる際にドーナツを持参するなど)も原作と合わせているところが多い。しかし、原作はマイクル・コナリーの他の作品と同様に話が二転三転する複雑なプロットであるが、映画では幾つかの重要な要素が削られているなど大きな違いもある。まず、本作では、共通する動機による連続殺人が2件であるが、原作では3件であり、削られた1件の被害者の背後関係に疑いがかかるというエピソードが本作には無い。その関係で原作ではFBIも捜査に関わってきて警察機関同士の縄張り争いも複雑になる。警察機構内部の政治的かけひきはコナリーの著作の特徴でもあるが、これも本作には無い。また、原作では依頼人のグラシエラが看護師であり、捜査のために彼女の力を借りて病院に忍び込むというエピソードも本作には無い。そして一番重要な違いは、犯人が原作とは異なることである。そのため、犯人が明らかになる過程と、犯人とわかるまでの主人公とのエピソードも大幅に削られている。本作の犯人は原作では犯人ではないどころか、この物語の後日譚となるコナリーの他の小説でも脇役として登場する。最後の真犯人との対決は原作では浜辺でのエピソードとして短く描かれているが、本作では廃船を舞台にかなり長い戦いとして描かれている。
タイトルの「Blood Work」は原作と同じであり、原作ではこれが掛詞であることも重要なポイントとなっているが、本作ではほぼ言及されていない。
なお、原作では主人公は40代であるが、本作を演じたクリント・イーストウッドは撮影当時71歳である。

## 備考
- 日本初公開の時は2002年12月7日から2週間限定の公開だった｡
- この作品より撮影監督がトム・スターンに交代。また、レニー・ニーハウスが音楽監督を手掛けたイーストウッド監督作は現時点で本作が最後となっている（次作『ミスティック・リバー』はイーストウッド自身が音楽を、ニーハウスがオーケストラ指揮及び編曲を担当している）。

## 作品の評価
Rotten Tomatoesによれば、批評家の一致した見解は「『ブラッド・ワーク』は定番の話だが、無気力なペースによってスリラーを見事に台無しにしている」であり、152件の評論のうち高評価は53%にあたる80件で、平均点は10点満点中5.54点となっている。
Metacriticによれば、34件の評論のうち、高評価は23件、賛否混在は9件、低評価は2件で、平均点は100点満点中64点となっている。
原作者のマイクル・コナリーは、後に出版されたハリー・ボッシュ・シリーズ『天使と罪の街』の中で、ボッシュの語りとして（この小説の中では実在の人物である）テリーを主人公とした映画がクリント・イーストウッド主演で製作されたことに言及し、「イーストウッドはテリーより二十歳は年上だったのだが。映画はひいき目に言っても、ささやかな成功しかおさめられなかったが、そのおかげで、全米の新聞に死亡記事が載るくらいの知名度がテリーにはそなわっていた。」と書いている。なお、同書には本作にも登場するバディが登場し、本作の映画における自分の描かれ方に不満を漏らしている。